# Severin Nigg
Severin Nigg (* 2001) ist ein Schweizer Unihockeyspieler, welche beim Nationalliga-A-Verein Zug United unter Vertrag steht.